# Snekketøj
Snekketøj er en trense eller hovedtøj til heste, specielt brugt på Amager.